# Христофор Миколай Дорогостайський

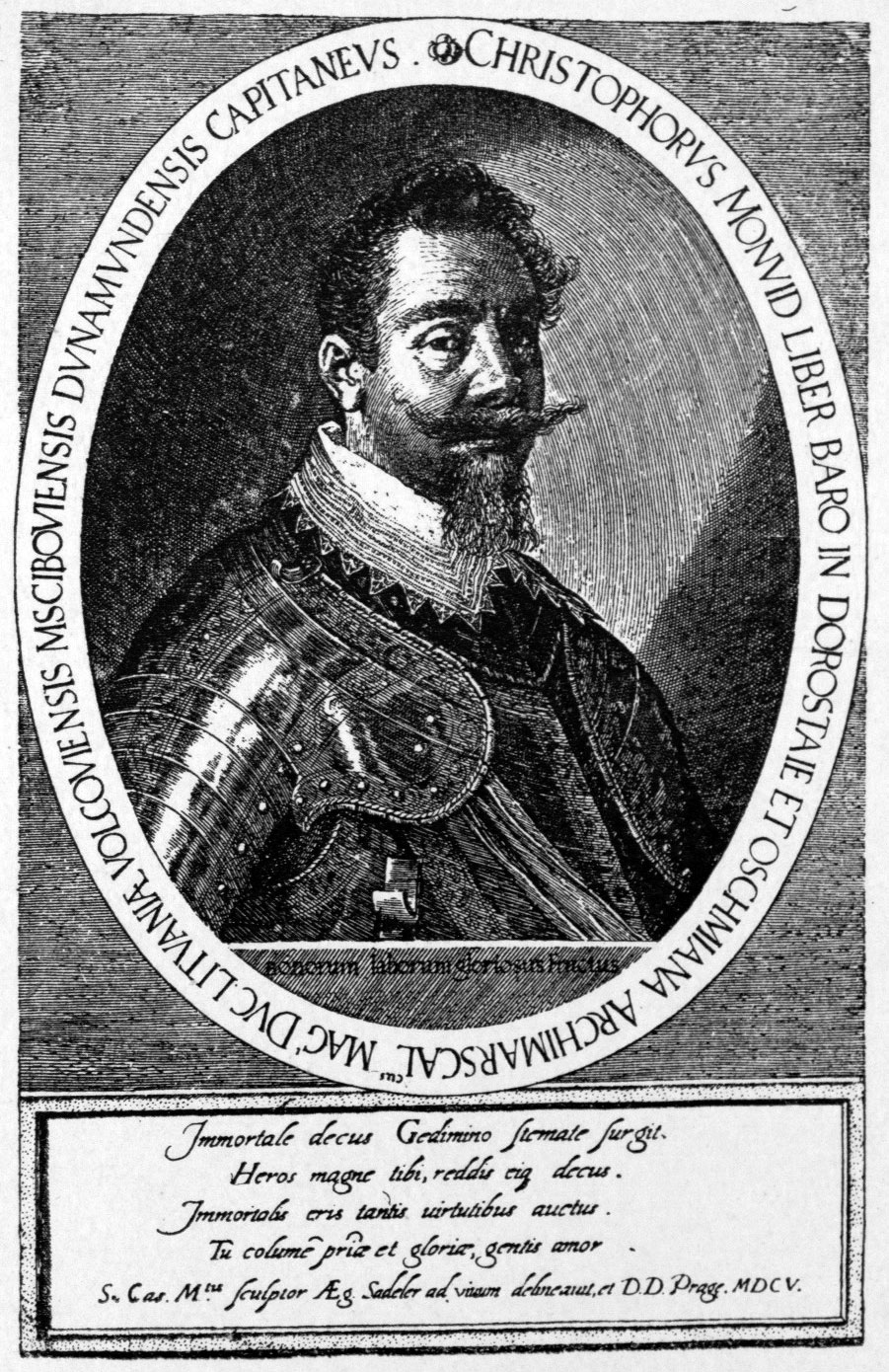

Христофор Миколай Дорогостайський (лит. Kristupas Manvydas Dorohostaiskis; пол. Krzysztof Mikołaj Dorohostajski; 2 березня 1562 — 3 серпня 1615, Вроцлав) — державний діяч Великого князівства Литовського. Представник роду Дорогостайських гербу Леліва.

## Життєпис
Батько — Миколай Дорогостайський, полоцький воєвода, вживав прізвиська Монвид та Кустмістрович. Виховував сина у кальвінському дусі. Мати — дружина батька Анна Война (Войнянка).
Посади: стольник великий литовський (з 27 травня 1588), маршалок великий литовський, староста вовковиський (з 1588), крайчий великий литовський (1590-1592), підчаший великий литовський (1592—1596). У родовому маєтку в Ошмянах Мурованих утримував закладені батьком кальвінський збір та друкарню.
Помер у заїзді «Під Золотим деревом» у Вроцлаві 3 серпня 1615 року.

### Сім'я

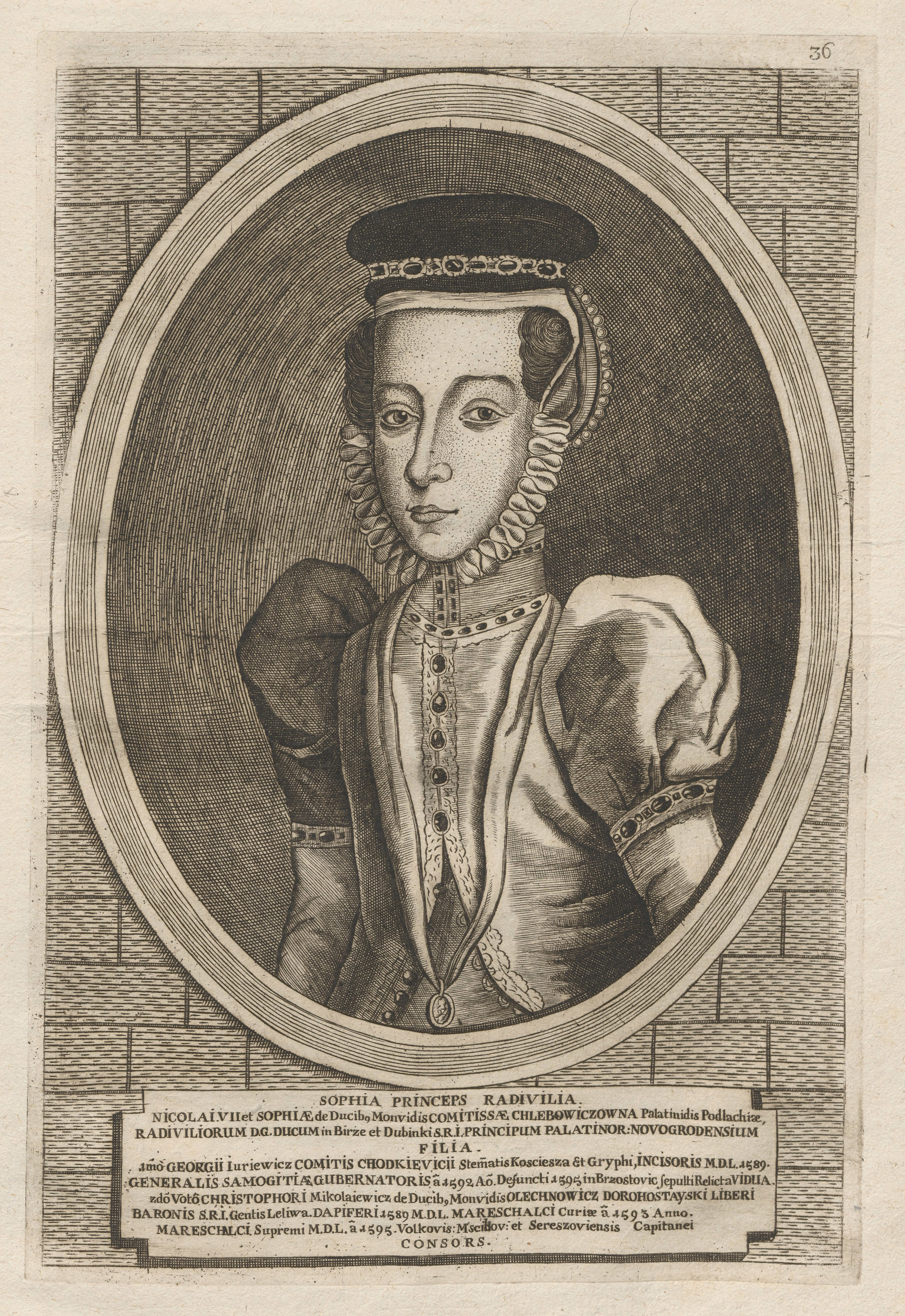
Софія Дрогойовська з Радивилів

Перша дружина з 1588 року — донька віленського каштеляна Івана Героніма Ходкевича Софія (пом. 1596). Одружився всупереч батькові, неприхильного до нього та скупого, за допомогою гетьмана Радзивілла. Друга — княжна Софія Радивил, донька новогрудського воєводи Миколи Радивила, вдова литовського крайчого Юрія Ходкевича.